# Heteropygas pallida
Heteropygas pallida är en fjärilsart som beskrevs av Eugenio Giacomelli 1911. Heteropygas pallida ingår i släktet Heteropygas och familjen nattflyn. Inga underarter finns listade i Catalogue of Life.